# Sistema Electrónico de Negociación de Activos Financieros
El Sistema Electrónico de Negociación de Activos Financieros (SENAF) es la plataforma de negociación de Letras, Bonos y Obligaciones de Deuda Pública española.
El sistema comenzó a operar en junio de 1999. En 2001, se integró junto a MEFF y AIAF en MEFF AIAF SENAF Holding de Mercados Financieros, S.A. para beneficiarse de sinergias entre los distintos mercados y optimizar medios. Dicho grupo está a su vez integrado en el holding Bolsas y Mercados Españoles.